# 마티카
마티카(Martika, 1969년 5월 18일 ~ )는 미국의 가수이다. 14세 때 디즈니 채널 'Kids Incorporated'의 청소년 쇼에서 'Gloria'라는 배역을 맡게 되면서 연예계에 데뷔하였다. 1988년 싱글음반 <More Than You Know>를 발표하였고 1989년에 정식 데뷔 앨범 <Martika>의 타이틀곡인'Toy soldiers'는 빌보드 차트 정상을 차지하며 큰 히트를 거두었다.
래퍼 에미넴이 2004년 앨범 <Encore> 'Like Toy Soldier'곡에 샘플링으로 이 곡을 사용하기도 했다.

## 싱글 앨범
- More Than You Know (1988)
- Toy Soldiers (1989)
- I Feel The Earth Move (1989)
- Water (리믹스 앨범) (1990)

## 정규 앨범
- Martika (1989)